# Alain Pralon
Alain Pralon, né le 12 novembre 1939 à Agen, est un acteur français, sociétaire honoraire de la Comédie-Française.

## Biographie
Alain Pralon devient sociétaire de la Comédie-Française en 2006, après plus de 40 années dans cette institution.
Il joue la même année dans la pièce de Luigi Pirandello Les Grelots du fou le rôle de Ciampa, dans lequel selon Le Figaro « il est d'une subtilité et d'une puissance émotionnelle bouleversante ».

## Théâtre

### Comédie-Française
- Entrée à la Comédie-Française en 1965
- 451e sociétaire en 1972
- Sociétaire honoraire en 2006

### Comédien
- 1965 : Le Songe d'une nuit d'été de Shakespeare, mise en scène Jacques Fabbri
- 1966 : Le Mariage forcé de Molière, mise en scène Jacques Charon
- 1966 : Le Voyage de monsieur Perrichon d'Eugène Labiche et Édouard Martin, mise en scène Jacques Charon
- 1967 : La Commère de Marivaux, mise en scène Michel Duchaussoy
- 1968 : Le Joueur de Jean-François Regnard, mise en scène Jean Piat
- 1968 : Ruy Blas de Victor Hugo, mise en scène Raymond Rouleau
- 1969 : Les Italiens à Paris de Charles Charras et André Gille d'après Évariste Gherardi, mise en scène Jean Le Poulain
- 1969 : L'Avare de Molière, mise en scène Jean-Paul Roussillon
- 1969 : L'Apollon de Bellac de Jean Giraudoux, mise en scène Michel Etcheverry
- 1970 : Le Songe d'August Strindberg, mise en scène Raymond Rouleau
- 1970 : Amphitryon de Molière, mise en scène Jean-Paul Roussillon
- 1970 : L'Étourdi ou les Contretemps de Molière, mise en scène Jean-Paul Roussillon
- 1971 : Cœur à deux de Guy Foissy, mise en scène Jean-Pierre Miquel
- 1971 : Les Sincères de Marivaux, mise en scène Jean-Laurent Cochet
- 1971 : Ruy Blas de Victor Hugo, mise en scène Raymond Rouleau, Comédie-Française au Théâtre national de l'Odéon
- 1971 : Becket ou l'Honneur de Dieu de Jean Anouilh, mise en scène de l'auteur et Roland Piétri, Comédie-Française
- 1971 : Le Barbier de Séville de Beaumarchais, mise en scène Pierre Dux
- 1972 : Le Comte Oderland de Max Frisch, mise en scène Jean-Pierre Miquel, Comédie-Française au Théâtre national de l'Odéon
- 1972 : La Commère de Marivaux, mise en scène Michel Duchaussoy
- 1972 : Le Bourgeois gentilhomme de Molière, mise en scène Jean-Louis Barrault
- 1972 : La Fille bien gardée d'Eugène Labiche et Marc-Michel, mise en scène Jean-Laurent Cochet
- 1972 : Le Médecin malgré lui de Molière, mise en scène Jean-Paul Roussillon
- 1972 : George Dandin de Molière, mise en scène Jean-Paul Roussillon
- 1972 : Le Rodeur de Jean-Claude Brisville, mise en scène Roland Monod, Comédie-Française au Petit Odéon
- 1973 : Un fil à la patte de Georges Feydeau, mise en scène Jacques Charon
- 1973 : Les Fourberies de Scapin de Molière, mise en scène Jacques Échantillon, Comédie-Française, tournée en France, Festival de Bellac, Théâtre des Champs-Élysées
- 1974 : Périclès de William Shakespeare, mise en scène Terry Hands
- 1974 : Le légataire universel de Jean-François Regnard, mise en scène Jean-Paul Roussillon
- 1975 : La Célestine de Fernando de Rojas, mise en scène Marcel Maréchal, Comédie-Française au Théâtre Marigny
- 1975 : L'Île de la raison de Marivaux, mise en scène Jean-Louis Thamin, Comédie-Française au Théâtre Marigny
- 1975 : Les Fourberies de Scapin de Molière, mise en scène Jacques Échantillon, Comédie-Française, tournée en France
- 1976 : Cyrano de Bergerac d'Edmond Rostand, mise en scène Jean-Paul Roussillon
- 1977 : Les Fourberies de Scapin de Molière, mise en scène Jacques Échantillon
- 1977 : Le Mariage de Figaro de Beaumarchais, mise en scène Jacques Rosner
- 1977 : La Navette d'Henry Becque, mise en scène Simon Eine
- 1978 : Les Fourberies de Scapin de Molière, mise en scène Jacques Échantillon
- 1979 : La puce à l'oreille, de Georges Feydeau, mise en scène Jean-Laurent Cochet
- 1979 : Ruy Blas de Victor Hugo, mise en scène Jacques Destoop
- 1980 : Simul et singulis, Soirée littéraire consacrée au Tricentenaire de la Comédie-Française, mise en scène Jacques Destoop
- 1981 : Victor ou les Enfants au pouvoir de Roger Vitrac, mise en scène Jean Bouchaud
- 1982 : Messe pour un sacre viennois de Bernard Da Costa, Petit Odéon
- 1983 : Victor ou les Enfants au pouvoir de Roger Vitrac, mise en scène Jean Bouchaud, Comédie-Française au Théâtre de l'Odéon
- 1984 : Le Suicidé de Nikolaï Erdman, mise en scène Jean-Pierre Vincent, Comédie-Française au Théâtre national de l'Odéon
- 1985 : La Tragédie de Macbeth de William Shakespeare, mise en scène Jean-Pierre Vincent, Festival d'Avignon
- 1990 : Le Misanthrope de Molière, mise en scène Simon Eine, tournée
- 1990 : Le Café de Carlo Goldoni, mise en scène Jean-Louis Jacopin
- 1990 : L'Émission de télévision de Michel Vinaver, mise en scène Jacques Lassalle, Théâtre national de l'Odéon, Théâtre national de Strasbourg
- 1992 : Le roi s'amuse de Victor Hugo, mise en scène Jean-Luc Boutté
- 1993 : Le Faiseur d'Honoré de Balzac, mise en scène Jean-Paul Roussillon, Salle Richelieu
- 1993 : Le Canard sauvage d'Henrik Ibsen, mise en scène Alain Françon
- 1994 : Maman revient pauvre orphelin de Jean-Claude Grumberg, mise en scène Philippe Adrien, Théâtre du Vieux-Colombier
- 1995 : Occupe-toi d'Amélie de Georges Feydeau, mise en scène Roger Planchon, Salle Richelieu
- 1995 : Le Misanthrope de Molière, mise en scène Simon Eine
- 1996 : Mille francs de récompense de Victor Hugo, mise en scène Jean-Paul Roussillon
- 1996 : Les derniers devoirs de Louis Calaferte, mise en scène Jean-Pierre Miquel
- 1998 : Arcadia de Tom Stoppard, mise en scène Philippe Adrien, Théâtre du Vieux-Colombier
- 1998 : Point à la ligne de Véronique Olmi, mise en scène Philippe Adrien, Théâtre du Vieux-Colombier
- 1998 : Les femmes savantes de Molière, mise en scène Simon Eine
- 2000 : Va donc chez Törpe de François Billetdoux, mise en scène Georges Werler, Théâtre du Vieux-Colombier
- 2001 : Le Malade imaginaire de Molière mise en scène de Claude Stratz, Salle Richelieu
- 2002 : Léonce et Léna de Georg Büchner, mise en scène Matthias Langhoff
- 2005 : Les Grelots du fou de Luigi Pirandello, mise en scène Claude Stratz, Théâtre du Vieux-Colombier
- 2005 : Le Conte d'hiver de William Shakespeare, mise en scène Muriel Mayette
- 2006 : Les Grelots du fou de Luigi Pirandello, mise en scène Claude Stratz, Théâtre des Célestins
- 2007 : Il campiello de Carlo Goldoni, mise en scène Jacques Lassalle

### Metteur en scène
- 1975 : La Jalousie du barbouillé de Molière
- 1977 : La Paix chez soi de Georges Courteline
- 1997 : Embarquement immédiat d'Elisabeth janvier
- 2003 : Ah, vous voilà Dumas !? d'Alain Pralon d'après Alexandre Dumas, Studio-Théâtre de la Comédie-Française

### Lectures poétiques à la Comédie Française
- 2000 : Jules Renard
- 2004 : Guy de Maupassant
- 2005 : Pirandello

### Soirées littéraires à la Comédie Française
- 1977 : Sur les trois guerres
  - Le Temps des cerises
  - La Madelon
  - Ami entends-tu ?

### Hors Comédie-Française
- 1964 : Machin-Chouette de Marcel Achard, mise en scène Jean Meyer, Théâtre Antoine
- 1965 : Les Trois Mariages de Mélanie de Charlotte Frances, mise en scène Jean Meyer, Théâtre Michel
- 1980 : Dites-moi que j'ai du talent : de Bernard Da Costa. Diffusion France Culture
- 1990 : L'Émission de télévision de Michel Vinaver, mise en scène Jacques Lassalle, Théâtre national de l'Odéon
- 2007 : Le Médecin malgré lui de Molière, mise en scène Jean Liermier, Théâtre Nanterre-Amandiers, La Criée, Théâtre Vidy-Lausanne, TNBA
- 2008 : Le Menteur de Carlo Goldoni, mise en scène Laurent Pelly, TNT-Théâtre national de Toulouse Midi-Pyrénées, tournée
- 2009 : Le Menteur de Carlo Goldoni, mise en scène Laurent Pelly, Théâtre des Célestins, tournée
- 2010 : Le Menteur de Carlo Goldoni, mise en scène Laurent Pelly, Théâtre du Gymnase, TNT-Théâtre national de Toulouse Midi-Pyrénées, tournée
- 2010 : Le Donneur de bain de Dorine Hollier, mise en scène Dan Jemmett, Théâtre Marigny
- 2011 : Le Bourgeois gentilhomme de Molière, mise en scène Catherine Hiegel, CADO
- 2012 : Le Bourgeois gentilhomme de Molière, mise en scène Catherine Hiegel, Théâtre de la Porte-Saint-Martin
- 2013 : Chatte sur un toit brûlant de Tennessee Williams, mise en scène Claudia Stavisky, tournée, Théâtre des Célestins
- 2014 : La Tempête de William Shakespeare, mise en scène Christophe Lidon, Centre national de création d'Orléans, tournée
- 2018 : Le Jeu de l'amour et du hasard de Marivaux, mise en scène Catherine Hiegel, théâtre de la Porte Saint-Martin

## Filmographie

### Cinéma
- 1980 : C'est encore loin l'Amérique ? de Roger Coggio : Dupont-Chatel
- 1993 : Petits arrangements avec les morts de Pascale Ferran : le docteur Le Bihan
- 1995 : La Servante aimante de Jean Douchet : Jean
- 2013 : Le Grand Retournement de Gérard Mordillat : le gouverneur de la banque centrale

### Télévision

#### Téléfilms
- 1968 : Festival de la couleur: Le chien du jardinier d'Edmond Tiborovsky : Célio
- 1969 : La femme-femme d'Odette Collet : Julien
- 1975 : La Rôtisserie de la reine Pédauque de Jean-Paul Carrère : Monsieur d'Anquetil
- 1975 : L’œuf de Yves-André Hubert : Dugommier
- 1981 : Les plaisirs de l'île enchantée de Dirk Sanders : Molière / Sganarelle
- 2017 : Mélancolie ouvrière de Gérard Mordillat : Léon Paris

#### Pièces filmées
- 1971 : Ruy Blas de Victor Hugo, réalisation Raymond Rouleau : L'alcade
- 1973 : George Dandin ou le Mari confondu de Molière, réalisation Jean Dewever : Clitandre
- 1973 : Les Fourberies de Scapin de Molière, réalisation Jean-Paul Carrère : Scapin
- 2001 : Monsieur de Pourceaugnac de Molière, réalisation Gilles Daude
- 2002 : Le Malade imaginaire de Molière, réalisation Laurent Heynemann : Argan
- 1998 : Les femmes savantes de Molière, réalisation Georges Bensoussan : Chrysale
- 2019 : Le Jeu de l'amour et du hasard de Marivaux, réalisation Dominique Thiel : Monsieur Orgon

#### Séries télévisées
- 1965 : Les Jeunes Années de Joseph Drimal : Armand
- 1965 : Une Fille de Régent de Jean-Pierre Decourt : Gaston de Chanlay
- 1975-1976 : Marie-Antoinette de Guy Lefranc : le Comte de Vaudreuil
  - 1er épisode - Les délices du royaume (TF1, 24 décembre 1975)
  - 2e épisode - Une reine pour Figaro (TF1, 31 décembre 1975)
  - 3e épisode - Le Roi n'a qu'un homme : sa femme (TF1, 7 janvier 1976)
  - 4e épisode - Le fléau des Français (TF1, 14 janvier 1976)
- 1976 : Les Brigades du Tigre, 1 épisode de Victor Vicas : Germain Bergeval
  - Saison 3, épisode 6 : L'ère de la calomnie
- 1988 : Les Cinq Dernières Minutes, 1 épisode de Roger Pigaut : Brochart
  - Saison 3, épisode 6 : Ah ! Mon beau château

### Au théâtre ce soir
- 1966 : Les Pigeons de Venise d'Albert Husson, mise en scène Jacques Mauclair, réalisation Pierre Sabbagh, Théâtre Marigny
- 1967 : Au petit bonheur de Marc-Gilbert Sauvajon, mise en scène Alfred Pasquali, réalisation Pierre Sabbagh, Théâtre Marigny
- 1968 : Boléro de Michel Duran, mise en scène Alfred Pasquali, réalisation Pierre Sabbagh, Théâtre Marigny
- 1968 : Le commissaire est bon enfant de Georges Courteline, mise en scène Jean-Paul Roussillon, réalisation Pierre Sabbagh, Théâtre Marigny (Spectacle de la Comédie-Française)
- 1969 : Ombre chère de Jacques Deval, mise en scène Christian-Gérard, réalisation Pierre Sabbagh, Théâtre Marigny
- 1970 : Doris de Marcel Thiébaut, mise en scène Jacques-Henri Duval, réalisation Pierre Sabbagh, Théâtre Marigny
- 1970 : Deux fois deux font cinq de Gabriel Arout, mise en scène Pierre Dux, réalisation Pierre Sabbagh, Théâtre Marigny
- 1970 : La Manière forte de Jacques Deval, mise en scène Pierre Mondy, réalisation Pierre Sabbagh, Théâtre Marigny
- 1971: Colinette de Marcel Achard, mise en scène Pierre Mondy, réalisation Pierre Sabbagh, Théâtre Marigny
- 1972 : Ève et les hommes de Gabriel Arout, mise en scène Bernard Dhéran, réalisation Pierre Sabbagh, Théâtre Marigny
- 1974 : Sincèrement de Michel Duran, mise en scène Christian Alers, réalisation Georges Folgoas, Théâtre Marigny
- 1976 : Xavier ou l'héritier des Lancestre de Jacques Deval, mise en scène Robert Manuel, réalisation Pierre Sabbagh, théâtre Édouard VII
- 1978 : Quadrille de Sacha Guitry, mise en scène René Clermont, réalisation Pierre Sabbagh, Théâtre Marigny

## Radios
- 1980 : - Madame la Souris est servie [2] de Bernard Da Costa, Les tréteaux de la nuit. France Inter Réalisateur Georges Godebert

## Distinctions
- Chevalier de la Légion d'honneur
- Officier de l'ordre national du Mérite (1995)
- Commandeur de l'ordre des Arts et des Lettres (2020)